# Extreme Prejudice (NCIS)
«Extreme Prejudice», titulado en español «Prejuicio extremo», es el nombre del primer capítulo de la décima temporada de la serie de televisión estadounidense de la CBS, NCIS. Fue estrenado el 25 de septiembre de 2012 siendo el número 211 de toda la serie. Al igual que el episodio que le puso fin a la novena temporada, «Till Death Do Us Part», fue escrito por Gary Glasberg y dirigido por Tony Wharmby, y obtuvo un índice de audiencia de 20.48 millones de espectadores.
En este capítulo, el equipo de NCIS y del FBI, logran detener al terrorista Harper Dearing, tras ser ordenado por el Presidente, para terminar con él con prejuicio extremo, tras el bombardeo a la agencia de la NCIS.

## Producción

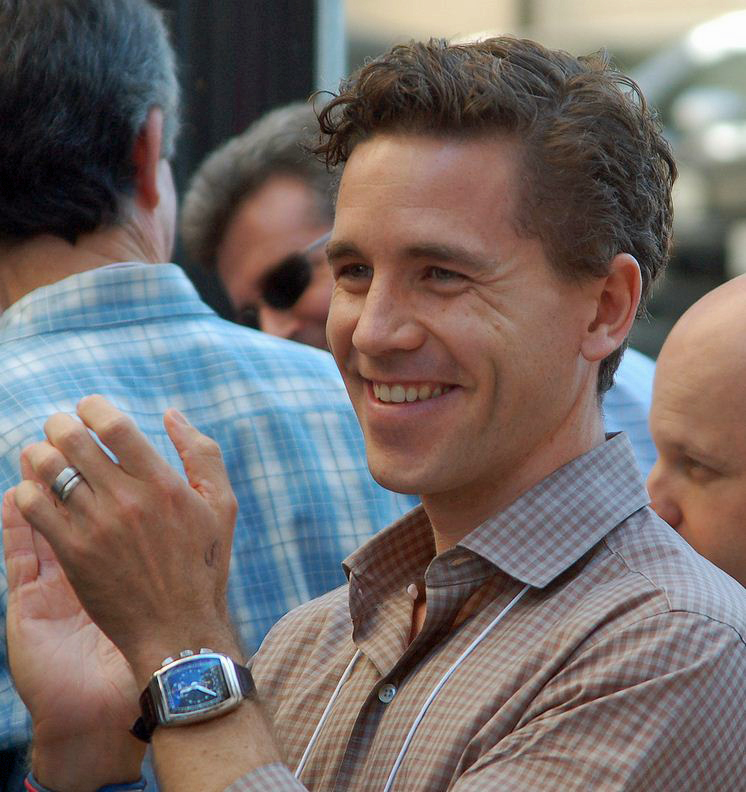
Brian Dietzen fue promovido al elenco regular a partir de este episodio

La apertura de la décima temporada de la serie fue escrita por Gary Glasberg, y dirigida por Tony Wharmby. Fue el primer episodio de Brian Dietzen —interpreta a Jimmy Palmer— como parte del elenco regular de la serie, tras estar desde mediados de la primera temporada como actor recurrente. Para Entertainment Weekly el actor expresó: «Tras ocho años de estar en el show, obtuve un contrato con la CBS, y no puedo estar más contento al respecto».
El productor ejecutivo Gary Glasberg quería tener un final diferente del episodio. En lugar de utilizar una pistola, Gibbs, para enfrentar a Dearing, trae un cuchillo. «Para la escena real de cierre al final, lo que quería hacer era algo diferente»" él expresó. Glasberg también revela que algunos de los momentos del episodio continuarán más adelante en la temporada. «Como cada inicio de temporada, este episodio tuvo que terminar una historia y lanzar varias otras. Por ejemplo el padre de Ziva, Eli, llamado para ver cómo estaba. McGee habló de su padre, el Almirante. Y no se olvide de Gibbs midiendo su sótano, para empezar a construir algo nuevo. Cada uno es un hilo que se desarrollará de nuevo a medida que avanza la temporada que viene».

## Recepción
«Extreme Prejudice» fue visto por 20.48 millones de espectadores en la transmisión original del 25 de septiembre de 2012, con 12.5/19 cuota de audiencia entre los hogares, y 4.2/12 de cuota de audiencia en el rango de adultos 18–49 años, según Nielsen Ratings. En total de audiencia, la premiere de la décima temporada, ganó fácilmente la franja horaria, así también como la señal ganó la noche. Fue el segundo mejor inicio de una temporada de la serie, tras «Truth or Consequences», de la séptima, en 2009. Tras la emisión del capítulo, se estrenó el episodio inicial de la cuarta temporada del spin-off NCIS: Los Ángeles, que culminó en segundo lugar con un promedio de 16.74 millones de espectadores. A su vez, fue el segundo programa de televisión más visto de la semana en que se emitió. En comparación con el último episodio de la novena temporada, «Till Death Do Us Part», tanto el índice de audiencia como la cantidad de espectadores fueron superiores. Por otro lado, en Canadá, «Extreme Prejudice» fue visto por 2.61 millones de espectadores en la transmisión original, el mismo día que en Estados Unidos.
Steve Marsi, de TV Fanatic, puntuó al episodio con un 4.5 sobre 5, argumentando que «Como estreno, pudo no estar tan a la altura, con la conclusión un poco decepcionante y partes sintiéndose algo incoherentes. Sin embargo, fue agradable, y es bueno tener al equipo en una sola pieza».